# Marjan Strehar
Marjan Strehar, slovenski častnik, veteran vojne za Slovenijo, * 3. marec 1952, Planina pod Šumikom, † 24. maj 2012, okolica Smolnika/Ruško Pohorje.

## Odlikovanja in nagrade
Leta 1992 je prejel častni znak svobode Republike Slovenije z naslednjo utemeljitvijo: »za izjemne zasluge pri obrambi svobode in uveljavljanju suverenosti Republike Slovenije«,
red generala Maistra 3. stopnje,  bronasta medalja Slovenske vojske, red Manevrske strukture narodne zaščite, spominski znak ob deseti obletnici vojne za Slovenijo.